# 克里雅河
克里雅河（維吾爾語： خوتەن دەرياسى‎，拉丁维文：Keriya deryasi），旧称克里雅达里雅，是中华人民共和国新疆维吾尔自治区的一条河流，位于塔里木盆地，该河全长192千米，集水面积约7358平方千米，年均径流量约为7.01亿立方米。根据努努卖卖提兰干水文站测定，该河夏季富水期径流量占全年的67.6%，冬季枯水期径流量占全年的2.9%。